# Józef Tymanowski
Józef Feliks Tymanowski (ur. 11 czerwca 1952) – polski politolog, profesor nauk społecznych, wykładowca na Wydziale Nauk Politycznych i Studiów Międzynarodowych Uniwersytetu Warszawskiego, pułkownik Wojska Polskiego. 

## Życiorys
Ukończył w 1983 studia na Wydziale Pedagogicznym Wojskowej Akademii Politycznej im. Feliksa Dzierżyńskiego w Warszawie. W 1992 uzyskał stopień naukowy doktora nauk wojskowych na Wydziale Nauk Humanistycznych Akademii Obrony Narodowej na podstawie pracy Świadomość historyczna podchorążych Wojskowej Akademii Technicznej w okresie tworzenia III Rzeczypospolitej, której promotorem był Jerzy Muszyński. 26 marca 2010 uzyskał stopień doktora habilitowanego nauk społecznych w dyscyplinie nauk o polityce na Wydziale Nauk Społecznych Uniwersytetu Wrocławskiego na podstawie dorobku naukowego i pracy Sąsiedzkie państwa wschodnie w polskiej polityce bezpieczeństwa. 5 lutego 2019 otrzymał tytuł naukowy profesora nauk społecznych (tzw. profesurę belwederską). 
Po ukończeniu studiów został zatrudniony w Wojskowej Akademii Technicznej, gdzie w latach 1997–2003 pełnił stanowisko kierownika Zakładu Politologii w Instytucie Nauk Humanistycznych Wykładał także w Wyższej Szkole Handlowej w Piotrkowie Trybunalskim. Od 2010 związany zawodowo z Uniwersytetem Warszawskim. W latach 2011–2019 był kierownikiem Zakładu Europejskich Studiów Subregionalnych w Instytucie Europeistyki UW, zaś po reorganizacji wydziału z 2019, w ramach której instytuty zostały zastąpione przez katedry, znalazł się w zespole Katedry Studiów Wschodnich. Od 2013 jest redaktorem naczelnym czasopisma naukowego Studia Wschodnioeuropejskie. Wypromował pięcioro doktorów. 
Od 16 maja 2022 do lipca 2024 był konsulem generalnym RP w Ałmaty. 
Wśród zainteresowań badawczych Tymanowskiego znajdują się: problemy bezpieczeństwa międzynarodowego i przemian systemowych w państwach Europy Środkowej i Wschodniej, polityka bezpieczeństwa państw posowieckich oraz zachodzące w nich procesy i przemiany systemowe. 
Posługuje się rosyjskim oraz komunikatywnie niemieckim. 
W 1999 „za wzorowe, wyjątkowo sumienne wykonywania obowiązków wynikających z pracy zawodowej” został odznaczony Złotym Krzyżem Zasługi. 

## Wybrane publikacje
- Bezpieczeństwo państw i narodów w procesie integracji europejskiej, Wydawnictwo Adam Marszałek, Toruń 2002, 261 ss.
- Nauka o państwie i polityce, Wyższa Szkoła Humanistyczno-Ekonomiczna w Łodzi, Łódź 2003, 232 ss.
- Sąsiedzkie państwa wschodnie w polskiej polityce bezpieczeństwa, Wydawnictwo Adam Marszałek, Toruń 2009, 474 ss.
- Ukraina między Wschodem a Zachodem, Wydawnictwo WDiNP UW, Warszawa 2014, 216 ss.
- Rola i znaczenie Republiki Białoruś we współczesnej Europie, Wydawnictwo Naukowe Adam Marszałek, Toru 2017, 245 ss.

Źródło.